# Svenska samskolan i Tammerfors
Svenska samskolan i Tammerfors är en svenskspråkig skola i den finländska staden Tammerfors. Skolan, som är den enda svenskspråkiga skolan i landskapet Birkaland, består av grundskola (åk 1–9) och gymnasium och har cirka 300 elever. Skolan inledde sin verksamhet den 2 september år 1895 och är en av de äldsta skolorna i Tammerfors. Den nuvarande skolbyggnaden byggdes i jugendstil efter ritningar av arkitekt August Krook och stod färdig år 1902.
I ledningen för skolan finns en styrelse samt en gemensam rektor. Tidigare drevs lågstadiet (åk 1-4) av Tammerfors stad, men från och med hösten 2009 hör även lågstadiet till Samskolan. Skolans elevantal har under åren varit relativt stabilt. I skolan verkar också en aktiv elevkår, som arbetar för elevernas bästa.
Samskolan utgör en del av en större helhet som innefattar Svenska Barndaghemmet, Svenska Gården samt den av en förening upprätthållna Svenska samskolan i Tammerfors. Denna helhet omfattar cirka 400 barn och ungdomar i åldern 1–19 år. Ungefär 50 lärare och övrig personal ger barn i svensk- och tvåspråkiga familjer en möjlighet att få undervisning på svenska under hela uppväxttiden.
Dessa institutioner bildar tillsammans med skolorna en livskraftig helhet, och skolan är en naturlig samlingsplats för svensk- och tvåspråkiga i staden med omnejd. 

## Alumni
- Eveliina Piippo, längdskidåkare
- Patrik Puistola, ishockeyspelare
- Ulf-Erik Slotte, ambassadör
- Kaj Stenvall, konstnär
- Tuomo T. Vimpari, påvlig diplomat, monsignore
- Poju Zabludowicz, affärsman, miljardär